# 24 Hores de Montjuïc 1986
L'edició de 1986 de les 24 Hores de Montjuïc fou la 32a d'aquesta prova, organitzada per la Penya Motorista Barcelona al Circuit de Montjuïc el cap de setmana del 25 al 26 d'octubre.
Fou una edició marcada per la mort de Mingo Parés en perdre el control de la motocicleta mentre anava a gran velocitat prop de la recta de l'estadi i estavellar-se contra un senyal de trànsit. La seva mort marcà el final de la cursa, la qual d'ençà de 1987 ja no es va tornar a convocar.

## Classificació general

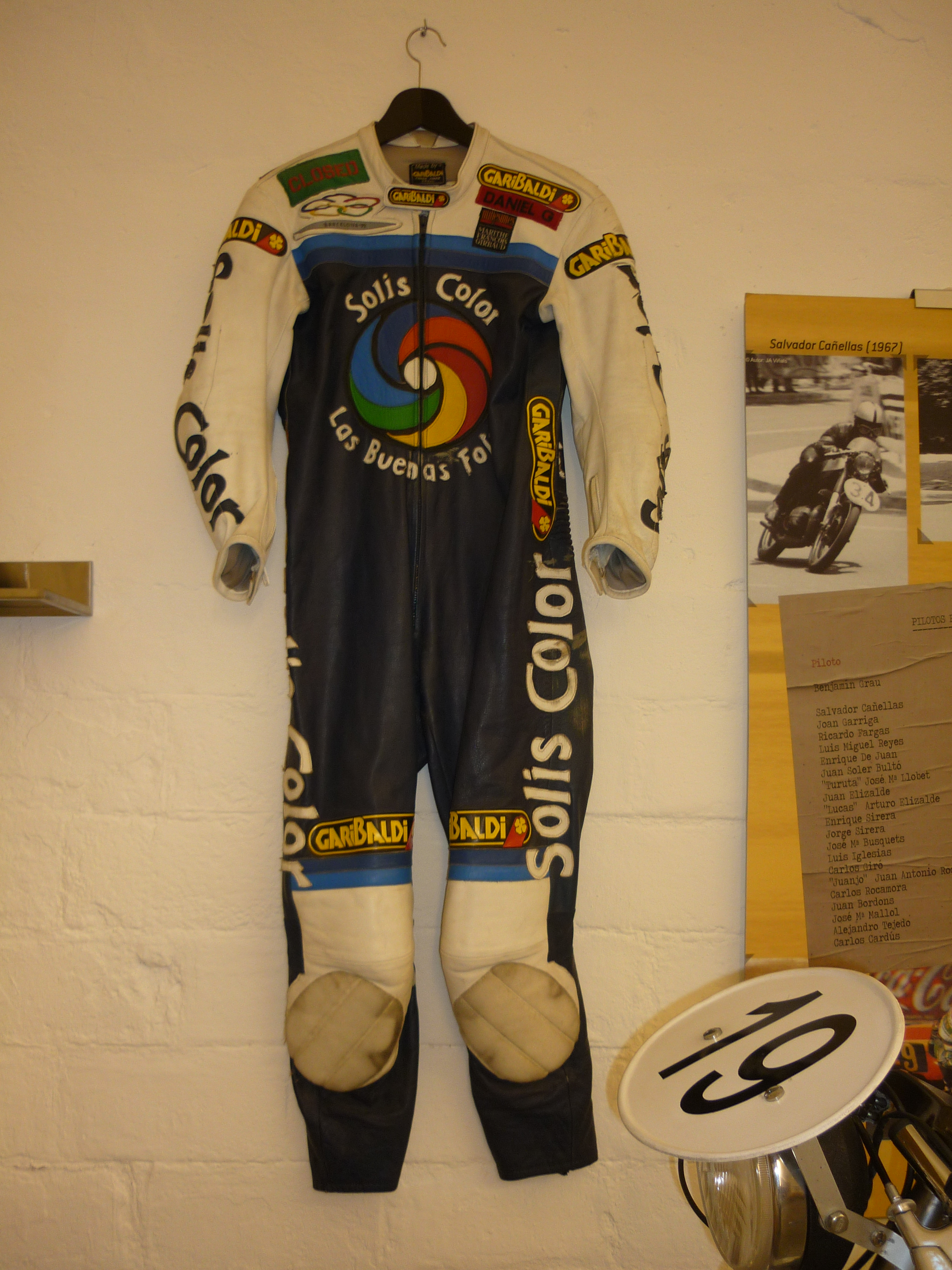
La granota que duia Benjamí Grau durant les 24 Hores de Montjuïc de 1986

| Posició | Pilot 1            | Pilot 2               | Pilot 3           | Motocicleta | Voltes |
| ------- | ------------------ | --------------------- | ----------------- | ----------- | ------ |
| 1       | Benjamí Grau       | Joan Garriga          | Carles Cardús     | Ducati 850  | 747    |
| 2       | Ueli Kallen        | Christian Monsch      | Patrick Loser     | Honda       | 731    |
| 3       | Nani               | Rodríguez             | Carlos Morante    | Yamaha      | 728    |
| 4       | Mile Pajic         | Johan Van Vaerenbergh | Quique De Juan    | Honda       | 724    |
| 5       | Ignasi Bultó       | Toni García           | Jep Martinell     | Ducati      | 722    |
| 6       | Dennis Noyes       | Ferran Prous          | Gustavo Taberna   | Yamaha      | 722    |
| 7       | Hanspeter Bolliger | Hermann Perren        | Roger Perrottet   | Suzuki      | 715    |
| 8       | Fernández          | Muñoz                 | Perezagua         | Yamaha      | 713    |
| 9       | Koichi Shimada     | Klaus Zapka           | Johann Osendorfer | Yamaha      | 701    |
| 10      | Patrick Salles     | Olivier Roullet       | Bizzotto          | Suzuki      | 698    |

1. ↑  Velocitat mitjana: 117,984 km/h.

## Trofeus addicionals
- XXXII Trofeu "Centauro" de El Mundo Deportivo: Ducati (Benjamí Grau - Joan Garriga - Carles Cardús)